# 2. ловачки пук
Други ловачки пук Југословенског краљевског ратног ваздухопловства био је сачињен од 31. ваздухопловне групе стациониране на аеродрому Крагујевац и 52. ваздухопловне групе стациониране на аеродрому Кнић. Пук из непознатог разлога није учествовао у борбама у Априлском рату и његови авиони су углавном уништени на земљи.
Командант пука је био потпуковник Фрањо Пирц, који касније постаје генерал зракопловства НДХ.

## Авиони
Други ловачки пук располагао са 19 авиона типа Месершмит Bf 109 и 15 авиона Хокер харикен.

## Борбена дејства 31. ваздухопловне групе
31. ваздухопловна група стационирана на аеродрому Крагујевац била је састављена од 101. ловачке ескадриле. Јединице Другог ловачког пука које су имале исте задатке као и јединице Шестог ловачког пука биле су изузетно некативне током трајања непријатељстава. Упркос ратним задацима предвиђеним планом Р-41 јединице Другог ловачког пука нису узеле учешћа у одбрани неба изнад престонице. Једино је капетан Живица Митровић из 101. ловачке ескадриле упркос супротном наређењу притекао у помоћ браниоцима Београда. Изјутра 7. априла капетан Митровић је био у патроли са пратиоцем у зони Крагујевац - Свилајнац - Космај - Крагујевац. Међутим, када је Митровић видео формације немачких бомбардера како лете у правцу Београда одлучио је да се упусти у борбу. Напао је формацију од 18 немачких бомбардера Штука и успео је да обори две али је убрзо и сам оборен. Његов авион се у пламену срушио у близини села Крчедин. Пилот је идентификован на основу посвете која је била угравирана на његовом ручном часовнику, а која је гласила: Шампиону Прве пилотске школе у 1939. године, ваздухопловном поручнику Живици Митровићу - Фабрика Рогожарски.
У ваздушним борбама 6. априла учествовао је и Недељко Пајић из 31. ваздухопловне групе који је код села Мутница у близини Параћина оборио један немачки бомбардер Хајнкел. Седмог априла је пар из исте групе Корда - Црњански оборио још једног Хајнкела. Ловци Другог ловачког пука су такође учествовали и у нападу на немачку колону у Качаничкој клисури. Том приликом нарочито се истакао командир 164. ловачке ескадриле капетан I класе Иво Оштрић.
Преостали авиони 31. ваздухопловне групе уништени су у ноћи између 9. и 10. априла од стране њихових посада. Наиме због страха од брзог напредовања непријатељских јединица који је био поспешен инсценираним нападом на Крагујевац, припадници 31. ловачке групе стациониране на аеродрому Сушичко поље су уз одобрење команданта пука Фрање Пирца уништили 17 Месершмита Ме-109Е.
Овакав поступак тешко се могао оправдати. Иако су непријатељске јединице брзо напредовале Крагујевац у тренутку уништења авиона није био у опасности. Такође, у случају да је аеродром 31. ловачке групе био угрожен постојала је могућност да преостали авиони прелете на неко друго помоћно летиште. Ситуација постаје мало јасније ако се зна чињеница да је командир Другог ловачког пука Фрањо Пирц који је дао одобрење за уништење преосталих авиона, одлетео у Земун и предао се фолксдојчерима да би касније постао припадник Зракопловства Павелићеве НДХ. Исти овај официр је 1943. године пребегао партизанима Јосипа Броза и постао начелник Ваздухопловног одељења Врховног штаба НОВЈ, а затим и први послератни командант југословенског ратног ваздухопловства.

## Борбена дејства 52. ваздухопловне групе
52. ваздухопловна група стационирана на аеродрому Кнић била је сачињена од 164. ловачке ескадриле. Јединица је учествовала у нападу на немачку колону у Качаничкој клисури.
Авионе 52. ваздухопловне групе уништиле су на земљи њихове посаде 10. априла 1941. године. Једино је командир 164. ловачке ексадриле капетан I класе Иво Оштрић одбио да уништи свој авион и одлучио да са својим пратиоцем прелети на аеродром Босански Александровац и прикључи се јединицама Четвртог ловачког пука. Међутим, због веома лоших метеоролошких услова његова авион и авион пратиоца поручника Мате Момчиловића сударили су се у ваздуху и оба пилота су погинула.
Неколико пилота је безсупешно покушало да прелети у Совјетски Савез. У овом покушају нестала су три авиона док су се два вратила на аеродром Кнић. Након тока целокупна техника је уништена на земљи, а људство је одступило у правцу Сарајева.